# 바람 속의 암탉
《바람 속의 암탉》(일본어: 風の中の牝雞)은 오즈 야스지로 감독의 1948년작 영화이다.

## 줄거리
영화는 제2차 세계 대전 직후의 일본 도쿄를 배경으로 한다. 4세 아들을 둔 29세의 어머니 도키코(타나카 키누요)는 전쟁에서 돌아올 남편을 기다리고 있다. 전후 도쿄에서 물가가 치솟는 가운데, 그는 노동자 계층이 사는 공업 지역에 방을 빌려 옷을 만들어 생계를 유지한다. 오랜 친구이자 전 직장 동료인 아키코(무라타 치에코)가 그를 돕는다.
어느 날, 도키코의 어린 아들 히로시가 병에 걸려 입원해야 하는 상황이 발생한다. 히로시는 회복되지만, 높은 병원비로 인해 도키코는 절박한 선택을 하게 된다. 그는 외딴 곳에 있는 업소에서 하룻밤 동안 매춘을 하기로 결심한다. 아키코가 이 사실을 알게 되자 도키코를 어리석다고 꾸짖고, 도키코는 다른 선택의 여지가 없었다고 설명하면서도 수치심과 어리석음을 느끼기 시작한다.
남편 아마미야 슈이치(사노 슈지)가 마침내 전쟁에서 늦게 돌아오고 부부는 행복하게 재회한다. 그러나 대화가 히로시의 최근 병에 대해 이어지자, 도키코는 거짓말을 할 수 없어 자신이 한 일을 남편에게 고백한다. 슈이치는 분노하며 며칠 동안 일에 전혀 집중할 수 없게 된다. 아내의 '잘못'에 대한 생각에 사로잡힌 그는 아내로부터 그 업소의 정확한 위치를 알아낸다. 그러고는 어느 날 오후 그곳을 몰래 방문하지만, 거기서 21세의 다른 젊은 매춘부를 만나게 된다. 그 여성과의 대화를 통해 슈이치는 그녀가 절박한 상황 때문에 매춘을 하게 되었음을 깨닫는다. 그녀의 아버지는 일을 할 수 없는 상태이고 동생은 학교에 다니고 있었던 것이다. 슈이치는 그 여성에게 자신의 직장에서 적절한 일자리를 찾아주기로 결심한다.
슈이치는 동료인 사타케(류 지슈)에게 자신의 고민을 털어놓는다. 사타케는 그 여성을 돕기 위해 최선을 다하겠다고 약속하며, 슈이치에게 아내를 용서하라고 조언한다. 하지만 슈이치는 도키코의 행동에 대해 화가 나는 것을 억제할 수 없다고 말한다. 집에 돌아온 슈이치에게 도키코는 필사적으로 그를 달래려 하고 자신의 실수에 대해 반복해서 사과하지만, 슈이치는 그를 잔인하고 폭력적으로 대하며 실수로 계단 아래로 던져버린다. 도키코가 다쳤다는 것을 깨달은 슈이치는 자신을 자제하기 시작한다. 부상을 입은 도키코는 절뚝거리며 방으로 돌아와 슈이치와 화해하려고 더욱 노력하고, 슈이치는 자신도 잘못했다고 고백한다. 그들은 마침내 서로를 필사적으로 껴안고 모든 것을 잊고 새로 시작하며, 궁극적인 지지를 서로에게 의지하기로 약속한다.

## 출연진
- 사노 슈지 - 아메미야 슈이치
- 다나카 기누요 - 도키코
- 무라타 지에코 - 이다 아키코
- 류 지슈 - 사타케 가즈이치로
- 사카모토 타케시 - 사카이 히코사
- 다카마쓰 에이코 - 쓰네
- 미나카미 레이코 - 노마 오리에
- 후미야 지요코 - 오노다 후사코
- 나가오 도시노스케 - 의사
- 나카가와 겐조 - 순사
- 오카무라 후미코 - 여주인
- 시미즈 이치로 - 후루카와
- 아오키 호히 - 쇼이치